# Dansk Skovforening
Dansk Skovforening er en brancheorganisation for skovbruget i Danmark. Ifølge foreningens formålsparagraf skal den arbejde for at fremme danske skov- og naturejeres erhvervsmæssige og faglige interesser samt ejernes mulighed for at bevare og udvikle naturværdier.
De fleste medlemmer er skovejere, og Dansk Skovforening administrerer ikke selv skov. Til gengæld driver foreningen et handelsselskab, som eksporterer dansk produceret råtræ.
Foreningen blev grundlagt i 1888 og repræsenterer ca. 60% af Danmarks skovareal. Foreningen udgiver bl.a. Dansk Skovbrugs Tidsskrift (DST, fra 1916 til 1988 kaldet Dansk Skovforenings Tidsskrift), tidsskriftet Skoven samt bøger, hæfter og andet undervisningsmateriale om skov, natur og ledelse.

## Formænd
Denne liste er ufuldstændig; hjælp gerne med at udfylde den.
- 1888-1902: Christian Danneskiold-Samsøe
- 1906-1916: Joachim Wedell-Neergaard
- 1979-1992: Vilhelm Bruun de Neergaard
- (nu) Niels Iuel Reventlow